# Clara Funes de Roca
Clara Funes de Roca, nacida como Clara Dolores del Corazón de Jesús Funes y Díaz (Córdoba, Argentina el 29 de marzo de 1849 - Buenos Aires, Argentina el 2 de mayo de 1890). Hija de Tomás Funes y Eloísa María de las Mercedes Díaz, fue la primera dama de Argentina por ser la esposa de Julio Argentino Roca, cuñada de Miguel Juárez Celman y hermana de Elisa Funes.